# Bad Girls All-Star Battle
Bad Girls All-Star Battle es un reality show de la cadena de televisión estadounidense Oxygen. Este reality es el spin-off de Bad Girls Club. Se estrenó el 21 de mayo de 2013, con un episodio de 90 minutos y Ray J como el anfitrión.

## Formato
Bad Girls All-Star Battle reúne a 14 participantes que participaron anteriormente en Bad Girls Club. El concurso cuenta con las chicas divididos en dos equipos y se les pone a prueba cada semana en un sinfín de desafíos físicos y mentales.
Cada semana, las chicas van en una competencia individual, donde la ganadora gana el control sobre los equipos y la protección de la eliminación, también llamado el "Desafío del capitán". También hay un desafío en equipos, donde las "Bad Girls" ponen a prueba su capacidad de trabajar juntas. El equipo perdedor nomina a dos jugadoras para la eliminación, mientras que las ganadoras del desafío del equipo reciben la inmunidad, una noche de fiesta en el club y la decisión de que jugador envían a casa.

## Primera temporada (2013)
Comenzó el día  21 de mayo de 2013 en donde fueron presentadas las competidoras. La temporada fue grabada en Los Ángeles, California y fue presentada por Ray J. La temporada finalizó el día 30 de julio de 2013.

### Equipos
Los equipos de la primera temporada de Bad Girls All-Star Battle fueron los siguientes:
| Equipo        | Participantes                                         | Eliminadas |
| ------------- | ----------------------------------------------------- | --- |
| Equipo Rosa   | - Florina "Flo" Kaja - Gabrielle "Gabi" Victor        | - Amber Meade - 3° eliminada - Paula Hellens - 4° eliminada - Julie Ofcharsky - 5° eliminada - Judi Jai - 6° eliminada Retiradas - Shannon Sarich         |
| Equipo Morado | - Danielle "Danni" Victor - Jenniffer "Jenn" Hardwick | - Mehgan James - 1° eliminada - Nastasia "Stasi" Townsend - 2° eliminada - Natalie Nunn - 7° eliminada Retiradas - Raquel "Rocky" Santiago - Erika Jordan |

### Tabla de progreso
| Contestant | Contestant | Episode | Episode | Episode | Episode | Episode | Episode | Episode | Episode | Episode | Episode  |
| Contestant | Contestant | 1       | 2       | 3       | 4       | 5       | 6       | 7       | 8       | 8       | 8        |
| ---------- | ---------- | ------- | ------- | ------- | ------- | ------- | ------- | ------- | ------- | ------- | -------- |
|            | Jenniffer  | IN      | IN      | WIN     | WIN     | IN      | IN      | WIN     | NOM     | IN      | Ganadora |
|            | Flo        | WIN     | WIN     | SAFE    | NOM     | WIN     | WIN     | IN      | WIN     | IN      | OUT      |
|            | Danni      | IN      | NOM     | WIN     | WIN     | IN      | IN      | NOM     | NOM     | OUT     |          |
|            | Gabi       | WIN     | WIN     | IN      | SAFE    | NOM     | NOM     | IN      | OUT     |         |          |
|            | Natalie    | NOM     | SAFE    | WIN     | WIN     | IN      | IN      | OUT     |         |         |          |
|            | Judi       | WIN     | WIN     | IN      | IN      | IN      | OUT     |         |         |         |          |
|            | Julie      | WIN     | WIN     | IN      | IN      | OUT     |         |         |         |         |          |
|            | Erika      | IN      | IN      | WIN     | WIN     | QUIT    |         |         |         |         |          |
|            | Paula      | WIN     | WIN     | NOM     | OUT     |         |         |         |         |         |          |
|            | Amber      | WIN     | WIN     | OUT     |         |         |         |         |         |         |          |
|            | Nastasia   | IN      | OUT     |         |         |         |         |         |         |         |          |
|            | Mehgan     | OUT     |         |         |         |         |         |         |         |         |          |
|            | Rocky      | QUIT    |         |         |         |         |         |         |         |         |          |
|            | Shannon    | QUIT    |         |         |         |         |         |         |         |         |          |

Notas
- La concursante ganó el Desafío por Equipos.
- La concursante ganó el Desafío del Capitán y el Desafío por Equipos.
- La concursante ganó el Desafío del capitán, pero perdió el Desafío por Equipos.
- La concursante ganó el desafío Bad Girls All Star Battle.
- La concursante perdió el Desafío por Equipos pero no fue nominada.
- La concursante perdió el Desafío por Equipos y fue nominada.
- La concursante ganó el Desafío del capitán, pero abandonó la competencia.
- La concursante ganó el Desafío por Equipos, pero abandonó la competencia.
- La concursante abandona la competencia.
- La concursante fue eliminada de la competencia.
- Ganadora de la competencia.

## Segunda temporada (2014)
Comenzó el día 7 de enero de 2014 en donde fueron presentadas las competidoras. La temporada fue grabada en Los Ángeles, California y fue presentada por Ray J.

### Equipos
Los equipos de la segunda temporada de Bad Girls All-Star Battle fueron los siguientes:
| Equipo        | Participantes                                                           | Eliminadas |
| ------------- | ----------------------------------------------------------------------- | --- |
| Equipo Dorado | - Nancy Denise - Valentina Anywanwu - Mehgan James                      | - Danielle "Danni" Victor - 1° eliminada - Amy Cieslowski - 3° eliminada - Alicia Samaan - 5° eliminada - Camilla Poindexter - 6° eliminada - Janelle Shanks - 6° eliminada |
| Equipo Rojo   | - Raquel "Rocky" Santiago - Tiana Small - Sarah Oliver - Shelly Hickman | - Paula Hellens - 2° eliminada - Stephanie George - 4° eliminada - Elease Donovan - 7° eliminada Retirada - Andrea Bowman                                                   |